# بیلی مک‌نیل
بیلی مک‌نیل (انگلیسی: Billy McNeill; ۲ مارس ۱۹۴۰ – ۲۲ آوریل ۲۰۱۹) بازیکن فوتبال اهل بریتانیا بود.
از باشگاه‌هایی که در آن بازی کرده‌است می‌توان به  باشگاه فوتبال سلتیک اشاره کرد.
وی همچنین در تیم‌های ملی فوتبال زیر ۲۱ سال اسکاتلند و اسکاتلند بازی کرده‌است.